# Pemberton (Australia)
Pemberton – miasto w Australii, w stanie Australia Zachodnia.